# طابع حديدي

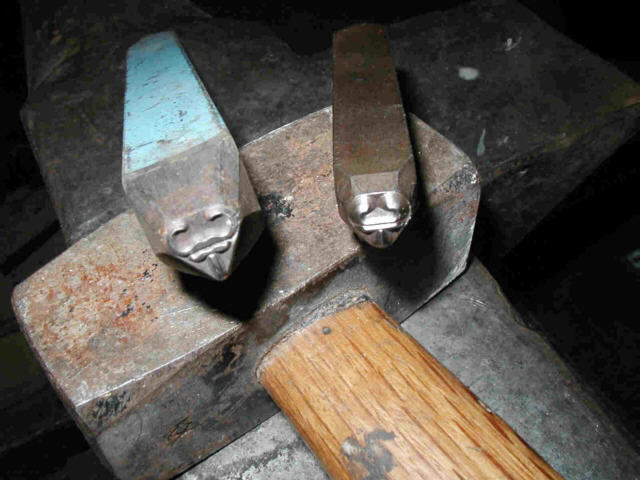
طابعان حديديان

الطابع الحديدي هو طابع يقوم بصناعته الحدّاد, حيث يستخدمه لطبع اسمه أو توقيعه على منتجاته الحديدية, واضعا بذلك علامة تجارية خاصة به تساهم في إشهار اسمه وسمعته الحرفية.
كان يستعملها قديما صانعو الأسلحة, إذ كانت منتجات صانعي السيوف المعروفين بجودتها, تعرف وتنسب إليهم عن طريق هذه العلامة.